# ويليام لي بارون جيني
ويليام لي بارون جيني (بالإنجليزية: William Le Baron Jenney)‏ (25 سبتمبر 1832 - 14 يونيو 1907) كان مهندس معماري أمريكي. صمم مبنى بيت التأمين الذي يعتبر أول ناطحة سحاب في العالم، وبدأ بنائه عام 1885 لكن تم هدمه عام 1931. أسس ويليام مكتبا في شيكاغو متخصصا في المباني التجارية.